# 제이슨 오마라
제이슨 오마라(Jason O'Mara, 1972년 8월 6일 ~ )는 아일랜드의 배우이다.

## 출연 작품
- 잠든 여인 (2021)
- 배트맨: 허쉬 (2019)
- 저스티스 리그 다크 (2017)
- 저스티스 리그 vs 틴 타이탄 (2016)
- 배트맨: 배드 블러드 (2016)
- 자도빌 포위작전 (2016)
- 컴플리케이션스 (2015)
- 배트맨 vs. 로빈 (2015)
- 저스티스 리그 : 아틀란티스의 왕좌 (2015)
- 저스티스 리그：워 (2014)
- 배트맨의 아들 (2014)
- 원 포 더 머니 (2012)
- 레지던트 이블 3 - 인류의 멸망 (2007)
- 스페이스 트러커 (1997)
- 더 빌 (1984)
- 자연 (1982)

### 텔레비전
- 밴드 오브 브라더스 (2001)
- 이스트윅 (2002, Eastwick) - 파일럿 에피소드, 편성 불발
- 클로저 (2005, 2008)
- 멘 인 트리스 (2006-08, Men in Trees)
- 라이프 온 마스 (2008-09)
- 테라 노바 (2011)
- 베이거스 (2012-13)
- 자유의 아들들 (2015, Sons of Liberty)